# 勝川春亭

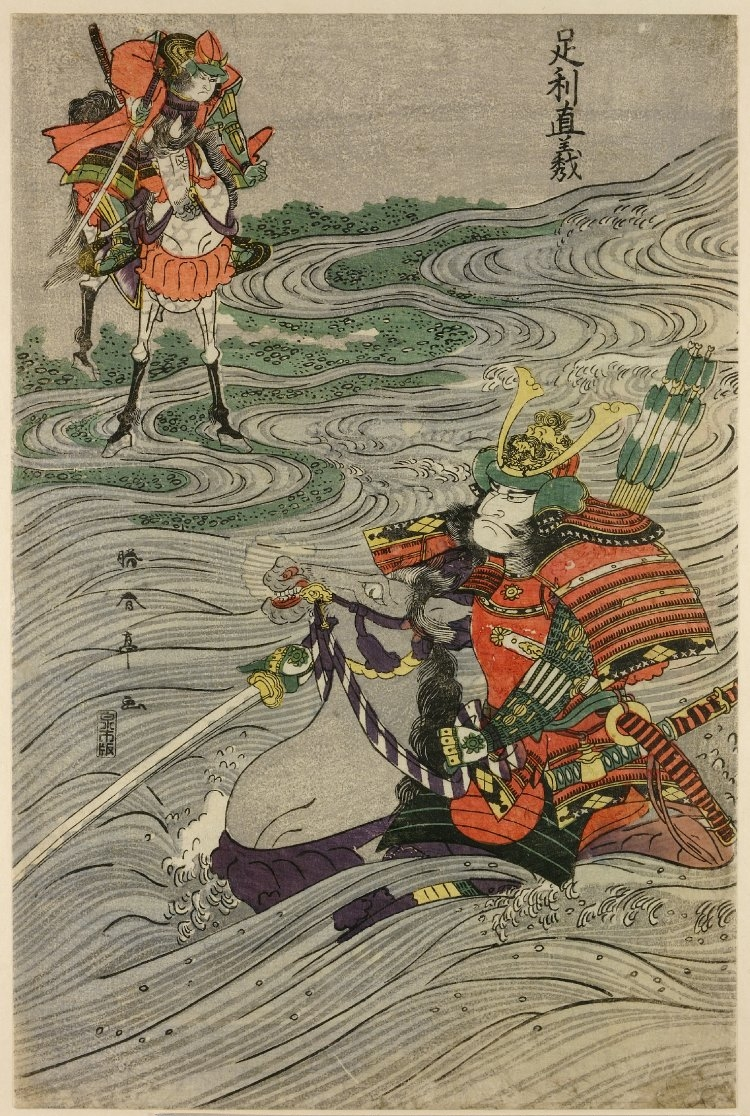
「足利直義」 春亭画。大英博物館所蔵。

勝川 春亭（かつかわ しゅんてい、生年不明 - 文政7年11月9日〈1824年12月28日〉）とは、江戸時代後期の浮世絵師。

## 来歴
勝川春英の門人。勝川春扇と並んで春英門下の双璧とされる。本姓は山口（または中川とも）、名は長十郎。勝川を称し、松高斎、汲壷、戯墨庵、耕煙山樵、宮山人と号す。江戸馬喰町、のちに神田和泉町に住む。寛政から文政の頃にかけて武者絵、役者絵、美人画、名所絵など多くの錦絵を描いたが、それよりはるかに多くの量の読本、黄表紙、草双紙、合巻の挿絵も描いている。
春亭の錦絵で最も多いのは武者絵である。武者絵ではまだ珍しかった2枚続・3枚続の形式を活かした力作を残し、次代の歌川国芳の登場を準備した。他の代表作として烏亭焉馬の『花江都歌舞妓年代記』五編20冊の挿絵、洋画風の「深川新地之図」や「近江八景」といった風景画などがよく知られている。肉筆画もあるが数は少ない。春亭の美人画は他派の浮世絵師の影響が強く見られ、文化の頃になると初代歌川豊国の作風が窺え、時代が下って文政初めの作とされる「遊女立姿図」は猪首、短躰のプロポーションとなるなど、豊国晩年の画風に通じている。なお色紙判の摺物「しころ引図」に「長谷川久蔵筆応需勝汲壺春亭画」の署名と花押があり、上方との関わりが指摘されている。
春亭の墓所は、勝川家に伝わる過去帳には浅草菊谷橋（現在の元浅草四丁目）の日蓮宗本立寺と記されているが、本立寺は明治になって退転したと見られ現存しない。法名は春光理貞信士。

## 作品
- 『花江都歌舞妓年代記』 ※文化8年（1811年）、烏亭焉馬著、春亭画
- 「坂東彦三郎と中村のしほ」 大判錦絵
- 「錦木塚五郎」 大判錦絵
- 「近江八景」 横中判錦絵8枚揃
- 「近江八景・膳所城」 中判錦絵 東京国立博物館所蔵
- 「江戸名所真崎之図」 横大判錦絵 大英博物館所蔵 ※文化末
- 「江戸名所品川之図」 横大判錦絵 ※文化末
- 「相州江之嶋ノ図」 錦絵 大英博物館所蔵
- 「遊女立姿図」 絹本着色 東京国立博物館所蔵
- 「飲酒人物図」 絹本着色 熊本県立美術館所蔵
- 「懐紙を持つ芸妓図」 絹本着色 熊本県立美術館所蔵
- 「宇治平等院絵図屏風」 紙本金地著色、六曲一隻 平等院所蔵
- 「為朝図屏風」 紙本着色、六曲一双 島根県立美術館